# نوبه الشحب (إب)

تعديل مصدري - تعديل

نوبه الشحب محلة تابعة لقرية الضبر، التابعة لعزلة الروس بمديرية إب إحدى مديريات محافظة إب في الجمهورية اليمنية.، بلغ تعداد سكانها 114 حسب تعداد اليمن لعام 2004.